# Han (Japonsko)
Han (japonsky 藩, knížectví) je japonský historický termín pro panství daimjóů během období Edo a na počátku období Meidži. Han sloužily jako systém faktického správního členění Japonska vedle provincií de facto až do jejich zrušení v 70. letech 19. století. Léna byla spojena s hodnocením kokudaka ve výši nejméně 10 000 koku, minimální množství rýže pro titul daimjóa.

## Historie
Pojem han vznikl jako osobní majetek významných válečníků po vzniku šógunátu Kamakura v roce 1185, kdy v Japonsku vzniklo feudální zřízení a šlechtická třída samurajů. Tato situace trvala 400 let během období Kamakura, přes restauraci Kenmu a šógunátu Ašikaga. Han nabývaly na významu jako faktické správní jednotky, když následující šógunové zbavovali císařské provincie kuni a jejich úředníky pravomocí.

### Období Edo
Hidejoši Tojotomi, významný daimjó pozdního období Sengoku, zapříčinil transformaci systému han během svých reforem feudální struktury Japonska. Hidejošiho systém shledal, že han se staly generalizací periodických katastrálních průzkumech a předpokládaných zemědělských výnosech, než na vymezeném území. Hidejoši zemřel v roce 1598 a jeho syn Hidejori Tojotomi byl po bitvě u Sekigahary v říjnu 1600 vytlačen Iejasu Tokugawou, ale jeho nový feudální systém byl zachován poté, co Iejasu v roce 1603 založil šógunát Tokugawa. Han patřily daimjóům, mocným samurajským feudálním pánům, kteří je spravovali jako osobní majetek s autonomií jako vazalové šógunátu Tokugawa. Iejasuovi nástupci systém dále zdokonalili zavedením metod, které zajistily kontrolu nad daimjóy a císařským dvorem. Například příbuzní a svěřenci byli umístěni do politicky a vojensky strategických oblastí, zatímco potenciálně nepřátelští daimjóové byli přemístěni do nedůležitých geografických lokalit nebo jejich statky zabaveny. Zabývali se také veřejnými pracemi, které je finančně vyčerpávaly, protože daimjóové platili za projekty bakufu.
Na rozdíl od evropského feudalismu byla nyní hodnota japonského léna definována spíše podle předpokládaného ročního příjmu než podle rozlohy. Han byly pro účely zdanění oceňovány pomocí systému Kokudaka (石高, zemědělský výnos léna), který určoval hodnotu na základě produkce rýže v koku, jedno koku bylo množství rýže potřebné k výživě jednoho dospělého muže na jeden rok. Daimjó byl Tokugawou určen jako pán stojící v čele knížectví oceněného na nejméně 10 000 koku a produkce jeho han přispívala k jeho prestiži nebo k tomu, jak bylo hodnoceno jeho bohatství. Raní japanologové, jako například Georges Appert a Edmond Papinot, zdůrazňovali roční výnosy koku, které byly od 12. století přidělovány klanu Šimazu v doméně Sacuma. Šógunské han a císařské provincie sloužily jako vzájemně se doplňující systémy, které při správě často fungovaly v tandemu. Když šógun nařídil daimjóům provést sčítání lidu nebo sestavit mapy, práce byla organizována podél hranic provincií, v důsledku čehož se jeden han mohl překrývat s několika provinciemi, které samy obsahovaly části více han. V roce 1690 byla nejbohatší han doména Kaga, která se nacházela v provinciích Kaga, Eččú a Noto a měla něco přes 1 milion koku.

### Období Meidži
V roce 1868 byl Tokugawský šógunát svržen v rámci reforem Meidži koalicí proimperiálních samurajů v reakci na bakumacu. Jedním z hlavních hybných sil hnutí proti bakufu byla podpora modernizace a industrializace Japonska dle evropského vzoru. V letech 1869 až 1871 se nová vláda Meidži snažila zrušit feudalismus v Japonsku a titul daimjó v systému han byl změněn na han čidži (藩知事) nebo čihan dži (知藩事). V roce 1871 byla téměř všechna panství zrušena a nahrazena novým systémem prefektur, které byly přímo podřízeny vládě v Tokiu.
Nicméně v roce 1872 založila vláda Meidži Rjúkjúské knížectví poté, co Japonsko formálně anektovalo království Rjúkjú. Rjúkjúské panství bylo spravováno jako han pod vedením rjúkjúské monarchie až do jeho konečného zrušení a přeměny na prefekturu Okinawa v březnu 1879.